# Eagle (Nebraska)
Eagle és una població dels Estats Units a l'estat de Nebraska. Segons el cens del 2000 tenia 1.105 habitants.

## Demografia
Segons el cens del 2000, Eagle tenia 1.105 habitants, 401 habitatges, i 305 famílies. La densitat de població era de 1.333,3 habitants per km².
Dels 401 habitatges en un 45,4% hi vivien nens de menys de 18 anys, en un 60,1% hi vivien parelles casades, en un 10,5% dones solteres, i en un 23,9% no eren unitats familiars. En el 20,4% dels habitatges hi vivien persones soles el 6,5% de les quals corresponia a persones de 65 anys o més que vivien soles. El nombre mitjà de persones vivint en cada habitatge era de 2,76 i el nombre mitjà de persones que vivien en cada família era de 3,2.
Per edats la població es repartia de la següent manera: un 31,6% tenia menys de 18 anys, un 8,1% entre 18 i 24, un 34,9% entre 25 i 44, un 18,8% de 45 a 60 i un 6,6% 65 anys o més.
L'edat mediana era de 32 anys. Per cada 100 dones de 18 o més anys hi havia 105,4 homes.
La renda mediana per habitatge era de 45.750 $ i la renda mediana per família de 48.947 $. Els homes tenien una renda mediana de 33.250 $ mentre que les dones 22.788 $. La renda per capita de la població era de 17.154 $. Aproximadament el 2,5% de les famílies i el 2,9% de la població estaven per davall del llindar de pobresa.

## Poblacions més properes
El següent diagrama mostra les poblacions més properes.